# Slam Stewart
Leroy Elliot Stewart (Englewood, 21 september 1914 - Binghamton, 10 december 1987) was een Amerikaanse jazzcontrabassist. Hij werd bekend als lid van het duo Slim & Slam.

## Biografie
Stewart stond als contrabassist ervoor bekend, om zijn solospel (met de boog) een octaaf hoger te begeleiden door gelijktijdig unisono-gezoem. Dit had hij naar eigen zeggen overgenomen van de violist Ray Perry. Hij bouwde echter ook ander showelementen bij zijn nummers in. Zijn bijnaam Slam kreeg hij door het slaande geluid van zijn snaren tijdens het spel.
Slam Stewart begon als violist, maar wisselde daarna naar de contrabas. Hij studeerde aan het conservatorium in Boston en werkte in 1939 eerst bij Peanuts Holland. In 1937 verhuisde hij naar New York en formeerde met Slim Gaillard het duo Slim & Slam, bekend door novelty-nummers zoals hun hit Flat Fleet Floogie (with a Floy Floy) uit 1938. Gaillards oproep voor het vervullen van zijn militaire dienstplicht tijdens de Tweede Wereldoorlog beëindigde deze samenwerking. Stewart speelde vervolgens met Fats Waller in diens jaar van overlijden (1943) en trad nog met hem op in de film Stormy Weather, een biopic met en over Bill 'Bojangles' Robinson. Stewarts nieuwe duo met de gitarist Tiny Grimes concerteerde onder andere met Art Tatum (van 1942 tot 1944 en in de jaren 1950) en trad bovendien voor de eerste keer op met het Benny Goodman Sextett. Een beroemde sessie uit 1945 met Dizzy Gillespie, Charlie Parker en Red Norvo behoort tot de bop-klassiekers (Groovin' High, Dizzy Atmosphere). Stewart nam ook op met Lester Young (het klassieke Sometimes I'm Happy), daarnaast met Don Byas (duetten in het Town Hall Concert in 1945, Indiana) en met eigen band, waarin Erroll Garner achter de piano zat. In 1945 werd hij door DownBeat gekozen tot de beste bassist van het jaar.
Tijdens de jaren 1950 en 1960 werkte Stewart met de muzikanten Art Tatum, Roy Eldridge, Beryl Booker en Rose Murphy en toerde hij ook in Duitsland en Italië. Tijdens de jaren 1970 trok hij zich een poos terug uit het jazzcircuit. Hij speelde als solist in het Indianapolis Symphony Orchestra, gaf onderwijs voor gevorderden, schreef leerboeken en behoorde tot de band van de tv-show Today. Hij trad echter ook op met The New York Jazz Repertory Company. Hij vervolgde zijn carrière als populaire, zeer individueel spelende contrabassist met regelmatige toeren, festivaloptredens, zoals het Newport Jazz Festival in 1964 en opnamen tot in de jaren 1980.

## Overlijden
Slam Stewart overleed in december 1987 op 73-jarige leeftijd.

## Discografie
- 1938: Slim & Slam: The Original 1938 Recordings, Vol. 1 & 2 (Tax)
- 1945: Bowin' Singin' Slam
- 1945-1946: Slam Stewart 1945–1946 (Classics)
- 1971: Slam Bam (Black & Blue Records) met Milt Buckner, Jo Jones
- 1972: Slamboree (Black & Blue Records) met Wild Bill Davis, Gene Rodgers, Al Casey, Jo Jones
- 1975: Fish Scales (Barclay Records)
- 1977: Slam Stewart & Major Holley Two Big Mice met Hank Jones, George Duvivier, Oliver Jones
- 1978: Slam Stewart & Bucky Pizzarelli Dialogue
- 1981: Slam Stewart & Major Holley Shut Yo' Mouth! (opn. 1981, ed. 1991) met Dick Hyman, Oliver Jones
- 1987: The Cats Are Swingin'  met Al Hamme, Bucky Pizzarelli, John Pizzarelli, Kent McGarity, Peter Appleyard, Richard Wyands, Sherrie Maricle